# Lego Homemaker
Lego Homemaker er en produktlinje produceret af den danske legetøjskoncern LEGO, der blev introduceret i 1971. Den var hovedsageligt målrettet piger, og var centreret om sæt med bolig-artikler som køkken, dagligstue og lign. Figurerne til Homemaker var større end Legos minifigurer, der blev introduceret i 1978.
Der blev udgivet 32 sæt indtil 1982, hvor Homemaker blev udfaset.